# Wymuszone rozpraszanie Comptona
Wymuszone rozpraszanie Comptona jest to zjawisko polegające na zderzeniu fotonu z elektronem w obecności wiązki fotonów, która wymusza stan końcowy fotonu, a z uwagi na zasady zachowania pędu i energii - także elektronu. W wyniku tego zjawiska wymuszająca wiązka fotonów ulega wzmocnieniu, ponieważ pojawia się w niej jeden foton więcej. Za doświadczalne potwierdzenie tego zjawiska uważa się zaobserwowanie tzw. efektu Kapitzy-Diraca, aczkolwiek istnieją pewne wątpliwości, czy aby na pewno udało się ten efekt zaobserwować.